# Góry Tałyskie
Góry Tałyskie (azer. Talış dağları, pers. کوههای تالش, trl.: Kūhhā-ye Ţālesh, trb.: Kuhha-je Talesz) – pasmo górskie na terytorium Azerbejdżanu i Iranu.
Góry Tałyskie są północno-zachodnią jednostką gór Elburs, ich główny grzbiet o długości 100 km ciągnie się od Niziny Lenkorańskiej w południowo-wschodnim Azerbejdżanie po dolny bieg rzeki Sefid Rud w północno-zachodnim Iranie.